# Girlicious
Girlicious fue un grupo femenino estadounidense creado a través del programa de televisión Pussycat Dolls Present: Girlicious. El grupo estaba integrado por Chrystina Sayers, Natalie Mejia, Nichole Cordova y Tiffanie Anderson.

## Historia
El grupo fue formado por Robin Antin gracias al reality show Pussycat Dolls Present: Girlicious. Fue originalmente un concurso pensado para ser un trío donde 15 aspirantes competían por una plaza en el grupo, pero en el episodio final los jueces (Robin Antin, Ron Fair y Lil'Kim) al no poder elegir entre las últimos cinco finalistas decidieron elegir primero a Nichole, seguida de Tiffanie, después eliminaron a una chica que no pertenecería al grupo, dejando así, a Natalie y Chrystina entre las que se eligiria al tercer miembro sin embargo Robin dijo, "los jueces llegamos a la conclusión de que tres chicas en el grupo está bien, pero cuatro chicas es Girlicious" y así ellas fueron las ganadoras. Han tenido mejor aceptación en Canadá y Brasil, sin embargo fueron nominadas en dos categorías a los Teen Choice Awards del 2008. A principios de junio del 2009, Tiffanie dio la noticia de que fue sacada del grupo, ya que este cambiaba de dirección, de género y de sello discográfico, dejando también caer que la relación con las chicas no era lo que parecía, dejando así confusión entre los fanes.
En 2009, el grupo entró al estudio para comenzar a grabar música para su segundo álbum destinado a un lanzamiento internacional a diferencia de su álbum debut que fue lanzado sólo en Canadá. En diciembre de 2009 el grupo anunció que se había movido de Geffen Records y que habían firmado un contrato discográfico con Universal Music Canadá. El sonido para el álbum irá de una manera más "pop" de dirección, y más lejos de la Hip-Hop / R & B de sonido que aparece en su primer álbum. 
En mayo de 2010 el grupo publica 'Maniac' tema que tuvo mayor aceptación entre el público. Se han lanzado al panorama mundial gracias a su colaboración con David Güetta en la canción 'Sexy Ladies', versión femenina del archifamoso tema 'Sexy Bitch' y también gracias a su sencillo 'Drank', banda sonora de Jersey Shore. Su álbum completo salió el 22 de noviembre de 2010, un disco de 13 canciones de género pop.  
En 2011, a través de sus redes sociales de Facebook y Twitter, Girlicious informó de que Natalie Mejia y Chrystina Sayers abandonan el grupo dejando como única integrante a Nichole Cordova que piensa seguir con la banda, buscando nuevas integrantes. Se desconoce los motivos por lo que decidieron abandonar el grupo y a pesar de los rumores de la mala relación entre las integrantes Natalie y Nichole, parece ser que las chicas tuvieron problemas con la discográfica y con la promoción de su último disco y eso les impulsó a buscar sus proyectos por solitario.
En sus proyectos en solitario, Chrystina Sayers fue anunciada como una de las nuevas integrantes de Pussycats Dolls, Natalie Mejia ha participado en un reality show y está comprometida y Nichole Cordova, siguió escribiendo nuevas canciones, con algún proyecto cinematográfico y trabajos como modelo. En su última twitcam contaba que desconocía cual podía ser el futuro de Girlicious, ya que el proyecto se encontraba firmado pero "On hiatus".

## Integrantes
El grupo fue formado por cuatro integrantes femeninas:
- Chrystina Sayers (nacida el 14 de agosto de 1987 en San Diego, California, Estados Unidos)
- Natalie Mejia (nacida el  7 de mayo de 1988 en West Covina, Los Ángeles, California, Estados Unidos)
- Tiffanie Anderson (nacida el 15 de agosto de 1988 en Los Ángeles, California, Estados Unidos)
- Nichole Cordova (nacida el 17 de agosto de 1988 en Virginia, Estados Unidos)

## Discografía
Girlicious lanzó un EP titulado Like Me/Stupid Shit el 22 de abril de 2008, en el cual se incluían los primeros dos sencillos llamados Like Me y Stupid Shit.
La fecha de salida del primer álbum aun es desconocida, el disco contiene 14 canciones entre las que se incluyen los primeros tres sencillos del grupo Like Me, Stupid Shit y Baby Doll. El álbum salió a la venta en Canadá el 12 de agosto, debutando en el número 2 y ha vendido 60,000 copias.
Ya en 2009 y con el paso al nuevo sello discográfico los primeros singles fueron enviados a las estaciones de radio de Canadá el 25 de diciembre de 2009. "Over You" su primer sencillo de este disco fue lanzado en iTunes de Canadá el 5 de enero de 2010. "Over You" debutó en el Canadian Hot 100 en el # 52 en el que alcanzó su pico y alcanzó el puesto # 57 en las listas de hits (Airplay): Top 100 Singles y 52 # en el Canadian Hot 100.
El grupo publicó su segundo sencillo titulado "Maniac", fue lanzado en iTunes de Canadá el 6 de abril de 2010. El video musical fue filmado el 6 de abril en Los Ángeles en un hospital abandonado. Maniac se estrenó el 4 de mayo de 2010. Además articipan en la banda sonora del show Jersey Shore, con una canción titulada " Drank ". El 31 de agosto de 2010 el grupo lanzó su tercer sencillo titulado "2 in the morning".

### Álbumes
1. Girlicious, 2008
2. Rebuilt, 2010

### Singles
1. Like Me/Stupid Shit, 2008
2. Baby Doll, 2008
3. Over You, 2009
4. Maniac, 2010
5. Drank, 2010
6. 2 in the morning, 2010